# Syslinux
Le projet Syslinux couvre une suite de chargeurs d'amorçage de faible taille pour Linux.

## Isolinux: amorçage sur CD-ROM
IsoLinux, utilisé pour démarrer à partir d'un CD-ROM ou DVD ISO 9660.
Il est utilisé en général pour les Live CD et les DVD d'installation de Linux.
Le fichier de configuration associé est isolinux.cfg.
Paquetages associés : 
- bootcd. sur la version Sarge de la distribution Debian.
- isolinux.rpm sur les distributions utilisant le format RPM

## PXELinux: boot sur réseau
La procédure d'amorçage comprend tout d'abord le chargement de l'exécutable principal PXELinux par la couche PXE de l'hôte, dont la localisation est spécifiée dans les options DHCP. L'exécutable est rapatrié par TFTP. Le fichier de configuration est lu sur le serveur TFTP, dans le sous-répertoire ./syslinux.cfg/ dont le chemin est relatif au répertoire où se trouve le fichier pxelinux.0.
S'il n'existe aucun fichier nommé soit selon, dans l'ordre de recherche:
- l'UUID de l'hôte
- l'adresse MAC de l'hôte avec des séparations sous forme de tirets
- l'adresse IPv4 de l'hôte en majuscules et en hexadécimal, tronquée de n≥0 caractères en partant de la fin

Alors le fichier ./syslinux.cfg/default est utilisé en tant que configuration.

## ExtLinux
ExtLinux, utilisé pour amorcer sur une partition ext2/ext3/ext4.

## Syslinuxpour VFAT
- Le SysLinux d'origine, utilisé pour démarrer à partir d'un système de fichiers FAT (habituellement une clé USB ou, bien une disquette)
- MEMDisk, utilisé pour booter sur MS-DOS

## Hardware Detection Tool (HDT)
Pour les articles homonymes, voir HDT.
Depuis la version 3.74, Syslinux héberge le projet Hardware Detection Tool (HDT).
Cet outil permet d'analyser la configuration matérielle d'une machine dépourvue de système d'exploitation.
Il est disponible sous la forme d'un module au format COM32, d'une image ISO amorçable ou d'une image de disquette 2.88MB.